# Peter Skene Ogden State Scenic Viewpoint
Der Peter Skene Ogden State Scenic Viewpoint liegt nördlich von Redmond in der High Desert im US-Bundesstaat Oregon. Er liegt an der Grenze der Deschutes und Jefferson Counties. Der 34 ha große State Park bietet einen Ausblick auf drei Brücken, die den Canyon des Crooked River überqueren.
1902 wurde eine enge Straße gebaut, die sich in die Schlucht wand und am Grund des Canyons den Crooked River mit einer hölzernen Brücke überquerte.
Die älteste heute noch den Canyon überquerende Brücke ist die Crooked River Railroad Bridge der Oregon Trunk Railway, die 1910–1911 errichtet wurde. Die Brücke überspannt die Schlucht auf einer Länge von über 100 m, die Höhe über dem Wasser beträgt 96 m.

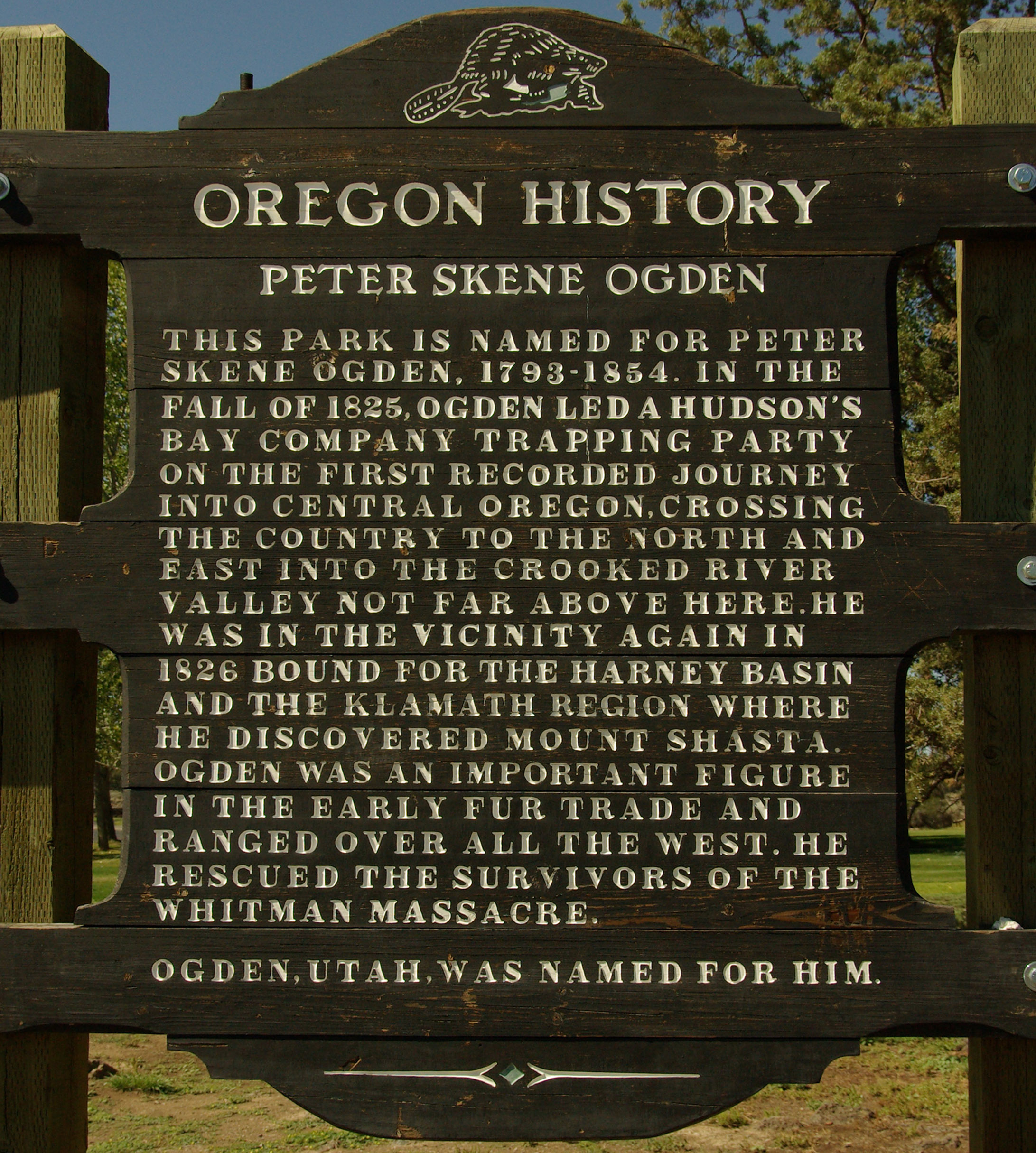
Infotafel

1926 wurde die hölzerne Straßenbrücke durch die Crooked River High Bridge, eine stählerne Bogenbrücke für den Highway 97 ersetzt. Die Brücke hat eine Gesamtlänge von 141 Metern, eine Spannweite von 100 m und wurde von dem Ingenieur Conde McCullough entworfen. Die Brücke wurde bis zum Jahr 2000 benutzt, bis sie durch einen breiteren Neubau ersetzt wurde. Heute ist sie für Fußgänger freigegeben und erlaubt einen spektakulären Blick in den 100 m tiefen Canyon des Crooked River.
Die dritte Brücke wurde von 1997 bis 2000 gebaut. Sie ist 165 m lang und wurde nach Rex T. Barber, einem US-amerikanischen Kampfpiloten des Zweiten Weltkriegs, der am Abschuss des Flugzeugs des japanischen Admirals Isoroku Yamamoto beteiligt war, benannt.
Das Parkgebiet wurde zwischen 1925 und 1930 von der Eisenbahngesellschaft dem Staat Oregon übertragen. Der State Park wurde nach Peter Skene Ogden benannt, einem kanadischen Trapper, der die erste Expedition der Hudson’s Bay Company  in diese Region leitete.